# Last Man Standing (film)
Last Man Standing är en amerikansk gangster-actionfilm från 1996 regisserad av Walter Hill med Bruce Willis i huvudrollen som John Smith. Filmen hade Sverigepremiär den 18 oktober 1996.

## Handling
En mystisk främling dyker upp i den lilla Texashålan Jericho som styrs av två rivaliserande gansterligor från Chicago. Främlingen är en lejd mördare som säljer sina tjänster till den som betalar mest, och är snart mitt uppe i en blodig uppgörelse där han slåss på båda sidorna.

## Övrigt
Last Man Standing är fritt baserad på Akira Kurosawas film Yojimbo – Livvakten från 1961, en historia som också ligger till grund för filmen För en handfull dollar med Clint Eastwood.

## Roller (urval)
- Bruce Willis - John Smith
- Bruce Dern - Sheriff Ed Galt
- William Sanderson - Joe Monday
- Christopher Walken - Hickey
- David Patrick Kelly - Doyle
- Karina Lombard - Felina
- Ned Eisenberg - Fredo Strozzi
- Alexandra Powers - Lucy Kolinski